# Шаубе

Кристоф Амбергер. Мужской портрет. 1525. Шаубе поверх мипарти

Ша́убе (нем. Schaube) — немецкая тёплая мужская одежда на меху с большим воротником шалью. У шаубе широкие и длинные рукава либо прорезы для рук. Слово «шаубе» происходит от арабского названия арабской суконной одежды с рукавами «джубба» и пришло в немецкий через итальянский язык, а затем было позаимствовано русским языком в форме «шуба».
Шаубе известен в Германии с XIV века, с XV века стал статусной одеждой привилегированных сословий. В 1465—1470 годах шаубе сменил табард, в 1491 году вошёл в женский гардероб и оставался актуальным до 1550 года, а затем перешёл в статус официальной одежды судей, учёных, священников, профессоров и городских чиновников. Вместе с беретом шаубе считался в Германии одеждой гуманистов, его носил Мартин Лютер.
Короли и курфюрсты носили шаубе из красного или фиолетового бархата и атласа на соболином или горностаевом меху. Знать и рыцари носили красные шаубе, бюргеры — чёрные и коричневые на тёмном меху или серой кунице. Учёные носили чёрные удлинённые шаубе на тёмном меху с небольшим воротником. Для ремесленников шаубе был неподобающей званию роскошью. Среди требований крестьян в войну 1525—1526 годов было право ношения рыцарских красных шаубе. Ко второй половине XVI века шаубе остался только в гардеробе учёных мужей и стариков.